# آيت سليمان (فم العنصر)
آيت سليمان هي إحدى مشيخات المملكة المغربية، تتبع جغرافيا لإقليم بني ملال وإداريًا لفم العنصر. يقدر عدد سكانها بـ 8803 نسمة حسب الإحصاء الرسمي للسكان والسكنى لسنة 2004.